# Grotte des Perrats
La grotte des Perrats est une cavité d'intérêt archéologique située sur la commune française d'Agris, dans le département de la Charente, en région Nouvelle-Aquitaine.

## Spéléométrie
Le développement de la cavité est de 250 mètres, pour un dénivelé de 3 mètres.

## Géologie
La cavité s'ouvre dans les calcaires récifaux de l'Oxfordien (Jurassique supérieur).

## Localisation
Elle est située sur la commune d’Agris en Charente, dans le nord du Bassin aquitain, à vingt-trois kilomètres au nord-est d'Angoulême, et s’ouvre au flanc d’un coteau bordant au nord la vallée de la Bellonne, ruisseau non pérenne affluent de la Tardoire. Elle est située au sud du lieu-dit les Cosses, en lisière de la forêt de Quatre Vaux.

## Découvertes archéologiques

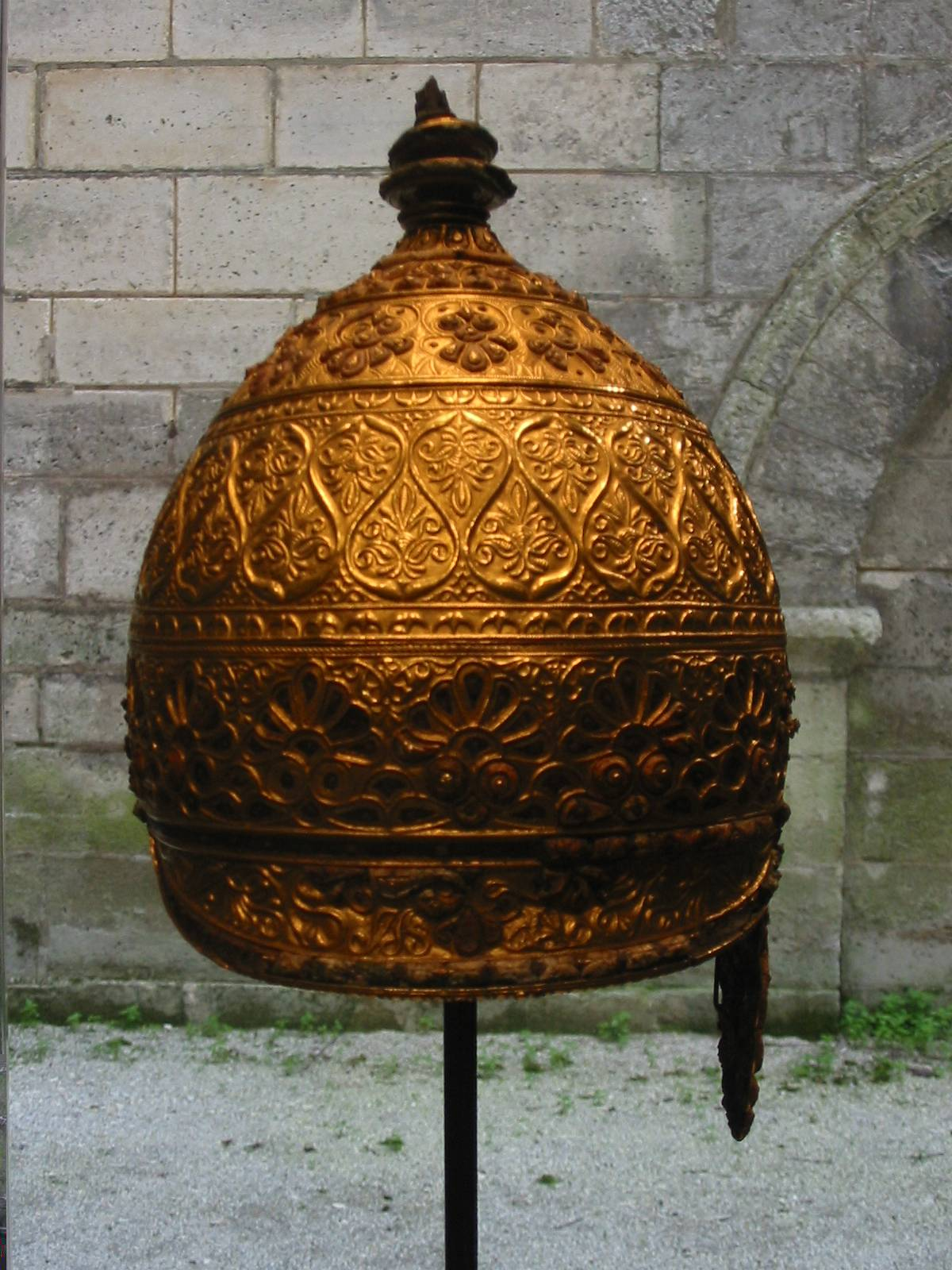
Le casque d'Agris exposé au musée des beaux-arts d'Angoulême.

La grotte des Perrats a été découverte le 1er mai 1981 par des spéléologues de l’Association de recherches spéléologiques de La Rochefoucauld. Tout d'abord, la désobstruction d’un terrier de blaireau menant dans la salle principale de la grotte. De plus, sur le rejet d’un autre terrier dans cette salle, un premier fragment d’un luxueux casque celtique du IVe siècle avant Jésus-Christ est découvert par un des spéléologues. Le lendemain, un autre fragment de casque est découvert dans les mêmes conditions.
L'archéologue José Gomez de Soto, directeur de recherches au CNRS, est appelé sur les lieux et mène une campagne de fouilles de sauvetage dès l'année 1981. Le but est double : récupérer d'autres fragments du casque et lever la stratigraphie du site. L'intégralité du casque gaulois d'Agris est découvert dans la grotte dès 1981.
La fréquentation de la grotte débute au Mésolithique, sa dernière utilisation se situe autour de l'an Mil.
Parmi l'ensemble des ossements découverts dans la grotte, des restes osseux, datés du Mésolithique,  correspondant à un minimum de huit personnes (cinq adultes, trois enfants) attestent de pratiques de cannibalisme : les os, brisés délibérément, comportent de nombreuses marques de décarnisation. L'étude minutieuse des os démontre que leur état ne peut résulter de causes secondaires (action des carnivores, écrasement par les sédiments ou la chute de blocs rocheux). Les os longs ont été fracturés en de nombreux points, les os courts ont eux aussi été travaillés et les crânes brisés pour en extraire le contenu. Selon Bruno Boulestin, il s'agit d'un travail délibéré de boucherie dont l'objectif était l'extraction de la moelle et de la masse cérébrale.
Cinq squelettes de la grotte ont pu être analysés génétiquement. Ils sont datés entre 7 177 et 7 057 av. J.C.. Ils appartiennent tous à l'haplogroupe mitochondrial U5b, haplogroupe caractéristique des populations de chasseurs-cueilleurs de l'Ouest européen. Un homme appartient à l'haplogroupe du chromosome Y I qui est le lignage paternel majeur le plus ancien d'Europe.
La grotte est aussi un site majeur de l'âge du Bronze, qui a livré la plus importante série de pièces de harnachement de cheval connue en France pour les environs de 1500 av. J.-C. Pendant la période gauloise et le début de la période gallo-romaine, la grotte est un sanctuaire. Le casque est d'ailleurs une offrande dans ce sanctuaire.
L'occupation du Haut Moyen Âge dure de la période mérovingienne à l'an Mil environ. Des pièces d'armement, de harnachement, des éléments de meubles, de la verrerie indiquent une fréquentation par des gens de rang social élevé.